# Rampino (A 5309)
La Rampino (A 5309), già Johanne Klattes e  Spigola, fu una nave che operò come mercantile nella marina della Repubblica di Weimar ed in quella della Germania nazista, in seguito fu impiegata come nave appoggio dalla Regia Marina e successivamente dalla Marina Militare.

## Caratteristiche tecniche
Nata come nave mercantile, era spinta da un motore a vapore, propulsione che mantenne per il resto della vita operativa.
La nave fu dotata in seguito di una turbina per il recupero dei gas di scarico.
Originariamente la caldaia era alimentata a carbone, in seguito si adottò un bruciatore a nafta.
Nel 1933, nei cantieri della Unterweser AG, la Johanne Klatte venne allungata di 3,85 m, e la stazza passò da 271 a 295 tonnellate.

## Servizio
Commissionata dall'armatore Nicolaus Ebeling di Amburgo, la nave fu costruita a Norderwerft, cantiere navale situato ad Harburg e di proprietà di Reinhold Holtz. La nave fu varata col nome di Johanne Klattes nel 1921.
Nel 1937 fu venduta ad un italiano, l'armatore Lucio Ercole, insieme ad un altro battello, l'Holstein. La Johanne Klattes venne rinominata Spigola.
In seguito, nel 1942, fu acquistata dalla Regia Marina. La Spigola fu convertita in nave posacavi, venne allungata a 47,3 m ed il dislocamento salì a 645 tonnellate, la potenza del motore crebbe da 400 a 740 HP. L'armamento difensivo era composto da 2 mitragliere. In questa configurazione la velocità massima era di 7 nodi. Rinominata nave Rampino, divenne operativa a partire dal 19 aprile 1943.
Al termine della seconda guerra mondiale, la Rampino continuò ad operare sotto la Marina Militare per trent'anni. Nel 1953 fu trasformata in nave da rifornimento fari, adottando il pennant number A 5309.
Rimase operativa fino al luglio del 1976, fu radiata il 1º ottobre dello stesso anno.